# Baldur Hermans
Baldur Hermans (mit vollem Namen: Baldur Hendrik Antons Hermans, * 13. Juni 1938 in  Den Haag; † 16. November 2015 in Essen) war ein deutscher Historiker und katholischer Theologe. Er war Generalsekretär der Internationalen Katholischen Konferenz des Pfadfindertums (CICS) und internationaler Beauftragter der Deutschen Pfadfinderschaft Sankt Georg (DPSG).

## Leben
Baldur Hermans wurde in eine aus den Niederlanden stammende Familie geboren. Er wuchs in Essen-Borbeck auf, wo er am Gymnasium Borbeck im Jahr 1960 sein Abitur bestand. Seit 1949 war er Pfadfinder in der DPSG. Hermans studierte Geschichte und wurde 1970 mit einer Dissertation zur Sozialen Frage auf den Katholikentagen von 1848 bis 1891 an der philosophischen Fakultät der Rheinischen Friedrich-Wilhelms-Universität Bonn zum Dr. phil. promoviert. Als Student trat er der katholischen Studentenverbindung Stolzenfels Bonn im Unitas-Verband bei.
Hermans leitete ab 1971 das Bischöfliche Jugendamt der Diözese Essen. 1989 ernannte ihn Franz Kardinal Hengsbach zum Leiter des Dezernats für gesellschaftliche und weltkirchliche Aufgaben im Bistum Essen. Dort arbeitete er bis zu seinem Ruhestand 2004. Er setzte sich besonders für die Jugendbildungsstätte Don Bosco des DPSG-Diözesanverbandes Essen in Hagen-Rummenohl ein. 1985 berief ihn Papst Johannes Paul II. zum Konsultor des Päpstlichen Rates für die Laien in Rom.
Von 1985 bis 2004 war Hermans Auslandsbeauftragter der DPSG und half, Partnerschaften mit katholischen Pfadfinderverbänden in Afrika und Bolivien sowie mit arabischen Gruppen in Israel und Jordanien aufzubauen. Er war zudem zeitweise Auslandsbeauftragter des Rings deutscher Pfadfinderverbände.
2002 wurde Hermans in Thessaloniki zum Generalsekretär der Internationalen Katholischen Konferenz des Pfadfindertums gewählt. Dieser Dachverband vertritt etwa 70 katholische Pfadfinderverbände und Pastoralräte in nationalen Pfadfinderverbänden in Europa, Afrika, Amerika und Asien/Pazifik. Die CICS mit Sitz in Rom, eine vom Vatikan anerkannte Internationale Katholische Organisation (OIC), hat zugleich als katholische Laienbewegung innerhalb der Weltpfadfinderbewegung einen konsultativen Status. 2005 und 2008 wurde er wiedergewählt; er wirkte bis 2011 als Generalsekretär.
Der Präsident des Zentralkomitees der deutschen Katholiken, Hans Joachim Meyer, berief ihn in den Stiftungsrat der Stiftung „Lumen Gentium – Stiftung deutscher Katholiken“.
Baldur Hermans war Dozent für Christliche Soziallehre am Bischöflichen Priesterseminar Essen.

## Schriften

### Als Verfasser
- Erinnerung an Vincenz Statz – das Friedhofskreuz an der Hülsmannstraße. In: Das Münster am Hellweg, Jg. 40 (1987), S. 55–59.
- Das Ruhrbistum Essen als gesellschaftlicher und sozialethischer Handlungsraum. In: Rainer Bovermann, Stefan Goch, Heinz-Jürgen Priamus (Hrsg.): Das Ruhrgebiet – Ein starkes Stück Nordrhein-Westfalen. Politik in der Region 1946–1996. Klartext, Essen 1996, ISBN 3-88474-524-7, S. 127–142.
- Bischof Franz Wolf. In: Borbecker Beiträge, Jg. 19 (2003), Heft 1, S. 27–29.
- Bartholomeus Cornelis Hoogeveen (1921–1984). Ein niederländischer Priester als „Brückenhauer“ im Bistum Essen. In: Reimund Haas, Jürgen Bärsch (Hg.): Christen an der Ruhr, Bd. 4. Aschendorff-Verlag, Münster 2010, S. 221–236.
- Mit dem Herzen immer in China. Der China-Missionar Bernhard Hucklenbruch (1893–1958). In: Essener Beiträge, Bd. 123 (2010), S. 255–293.
- „Und ein’ für Kaiser“. Eine kolonialpolitische Erpressung: Die Abberufung des Apostolischen Präfekten Hermann Bücking aus Togo im Jahre 1907. In: Michaela Bachem-Rehm, Claudia Hiepel, Henning Türk (Hrsg.): Teilungen überwinden: Europäische und Internationale Geschichte im 19. und 20. Jahrhundert. Festschrift für Wilfried Loth. Oldenbourg, München 2014, ISBN 3-486-71574-7, S. 679–696.
- Lehnsrechtliche Urkunden der Abtei Werden zu Hohenbudberg und weiterem Streubesitz. In: Das Münster am Hellweg, Jg. 68 (2015), S. 74–83.

### Als Herausgeber
- Die katholische Friedensbewegung vor 1945 und das NS-Opfer Kaplan Joseph Rossaint. Bistum Essen, Dezernat für gesellschaftliche und weltkirchliche Aufgaben, Essen 1999.
- „Gerechtigkeit schafft Frieden“. Der soziale Katholizismus am Scheideweg. Der Bochumer Katholikentag 1949: Rückblick – Erbe – Auftrag. Bistum Essen, Dezernat für gesellschaftliche und weltkirchliche Aufgaben, Essen 1999.
- „Transalpini“ – Gastarbeiter – Mitbürger. Italienische Arbeitsimmigration ins Ruhrgebiet vom 19. Jahrhundert bis zur Gegenwart. Bistum Essen, Dezernat für gesellschaftliche und weltkirchliche Aufgaben, Essen 2003.
- Die Säkularisation im Ruhrgebiet. Ein gewalttätiges Friedensgeschäft. Vorgeschichte und Folgen. Edition Werry, Mülheim an der Ruhr 2004, ISBN 3-88867-049-7.
- Re-visionen zu Nikolaus Groß und Heinrich Hirtsiefer. Nikolaus Groß-Haus-Verein, Essen und Niederwenigern 2015.

## Ehrungen und Auszeichnungen
- 1998: St.-Georgs-Medaille der Deutschen Pfadfinderschaft Sankt Georg
- 1998: Bronze Wolf der World Organization of the Scout Movement (WOSM)
- 2009: Verdienstkreuz am Bande des Verdienstordens der Bundesrepublik Deutschland[2]
- 2012: Komtur des päpstlichen Silvesterordens[2][7]
- 2015: Ehrenzeichen vom Heiligen Grab in Gold durch den Lateinischen Patriarchen von Jerusalem Fouad Twal für sein soziales, pädagogisches und kirchliches Engagement in Palästina, Israel und Jordanien[5]